# Mormon Island (Californie)
Pour les articles homonymes, voir Mormon Island.
Mormon Island était une communauté minière, composée en majorité d'immigrants mormons, cherchant à faire fortune le long de l'American River.